# Козаперовица
Козаперовица је насељено мјесто на подручју града Глине, Банија, Република Хрватска.

## Историја
Козаперовица се од распада Југославије до августа 1995. године налазила у Републици Српској Крајини.

## Становништво
| Националност       | 1991. | 1981. | 1971. | 1961. |
| Срби               | 149   | 165   | 193   | 214   |
| Југословени        |       | 2     | 3     |       |
| Хрвати             |       |       |       | 3     |
| Црногорци          |       |       | 1     |       |
| остали и непознато | 7     | 2     | 1     | 5     |
| Укупно             | 156   | 169   | 198   | 222   |

| Демографија | Демографија | Демографија |
| Година      | Становника  | Становника  |
| ----------- | ----------- | ----------- |
| 1961.       | 222         |             |
| 1971.       | 198         |             |
| 1981.       | 169         |             |
| 1991.       | 156         |             |
| 2001.       | 72          |             |
| 2011.       |             | 46          |